# Braxton (Missisipi)
Braxton – wieś w Stanach Zjednoczonych, w stanie Missisipi, w hrabstwie Simpson.